# 정근희
정근희(1988년 12월 8일 ~ )는 대한민국의 전직 축구 선수이다. 현역 선수시절 포지션은 수비수였다.